# 临泽县各级文物保护单位列表
以下为甘肃省张掖市临泽县各级文物保护单位。

## 甘肃省文物保护单位
- 红沙渠遗址
- 西柳沟墓群
- 临泽红西路军烈士陵园

1. ↑  . 中国文物信息网.[永久]